# Љиљана Контић
Љиљана Контић (Савинац, 7. септембар 1931 — Београд, 17. јул 2005) била је српска филмска, телевизијска и позоришна глумица. Супруга глумца Драгомира Бојанића Гидре.

## Биографија
Завршила је Академију за позориште, филм, радио и телевизију у Београду, а од 1964. године је почела да ради у Народном позоришту, где је одиграла преко 30 улога из класичног и савременог репертоара.
Велику популарност је стекла улогом Љепосаве у црногорској телевизијској серији „Ђекна још није умрла, а ка' ће не знамо“. Године 1989, заједно са Драгом Маловићем, својим партнером из серије, на Филмском фестивалу у Нишу, изабрани су за глумачки пар године.
Била је супруга глумца Драгомира Бојанића Гидре, за ког се удала 1966. године. Четири године касније добили су ћерку Јелену. Љиљана Контић је преминула 17. јула 2005. године, у Београду. Сахрањена је, поред супруга, у Алеји заслужних грађана на Новом гробљу у Београду.

## Улоге
| Год.    | Назив                                   | Улога               |
| ------- | --------------------------------------- | ------------------- |
| 1960-те |                                         |                     |
| 1961.   | Јерма                                   |                     |
| 1970-те |                                         |                     |
| 1970.   | Лилика                                  | Ђурђица             |
| 1975.   | Црвена земља                            | Милена Вранић       |
| 1977.   | Бештије                                 | Бутова жена         |
| 1978.   | Повратак отписаних (ТВ серија)          | Јанкова жена        |
| 1980-те |                                         |                     |
| 1981.   | Имамо наступ (ТВ филм)                  |                     |
| 1982.   | 13. јул                                 | Стевова мајка       |
| 1984.   | Пази шта радиш (Матуранти)              | Јеленина мајка      |
| 1984.   | Шта се згоди кад се љубав роди          | професорка музичког |
| 1986.   | Мајстор и Шампита                       | Мајка Вука          |
| 1987.   | То кад увати не пушта                   | Љепосава            |
| 1988.   | Ђекна још није умрла, а ка' ће не знамо | Љепосава            |
| 1989.   | Искушавање ђавола                       | Пунишина жена       |
| 1990-те |                                         |                     |
| 1990.   | Народни непријатељ (ТВ)                 | Љепосава            |
| 1999.   | Нож                                     |                     |
| 2000-те |                                         |                     |
| 2003.   | Повратници                              | Ањина мајка         |